# Nesokia bunnii
Nesokia bunnii је врста глодара из породице мишева (лат. Muridae). 

## Распрострањење
Ирак је једино познато природно станиште врсте.

## Станиште
Станишта врсте су мочварна подручја и слатководна подручја. Врста је присутна на подручју река Тигрис и Еуфрат у Ираку.

## Угроженост
Ова врста се сматра угроженом.

### Популациони тренд
Популација ове врсте се смањује, судећи по расположивим подацима.